# Niccolò Alamanni
Niccolò Alamanni ou Nicolaus Alemannus (12 janvier 1583 à Ancône - 25 juillet 1626 à Rome) est un homme d'église, bibliothécaire, antiquaire et archiviste romain d'origine grecque.

## Biographie
Formé à Rome dans une école fondée par Grégoire XIII, Niccolò Alamanni est ordonné diacre et prêtre selon le rite latin. Il se distingue par sa maîtrise du grec et du latin. Après avoir enseigné le grec à des personnalités de la ville, il est nommé secrétaire du cardinal Borghese. Par la suite, il est nommé conservateur de la Bibliothèque apostolique vaticane. Sa mort, selon les rumeurs, aurait été causée par un excès de zèle lors de l'érection d'un autel en l'honneur de Saint Pierre, tâche qui lui aurait été dévolue avec l'ordre de protéger les sépulcres des saints martyrs.
On lui doit Syntagma de Lateranensibus parietibus (Rome, 1625), un ouvrage écrit pour souligner les restaurations de la Basilique Saint-Jean-de-Latran conduites sous la supervision de son protecteur, le cardinal Borghese. Il a aussi produit une dissertation sur l'importance relative des côtés pile et face de certaines pièces papales anciennes qui présentent Saint Paul à la droite de Saint Pierre : De dextrae laevaeque manus praerogativa ex antiquis Pontificum nummis Paulum Petro apostolo anteponentibus. Il a aussi agi à titre d'éditeur (Lyon, 1623) des Anecdota de Procope, un ouvrage sévèrement critiqué hors de l'Italie.